# Bronisław Szeremeta
Bronisław Szeremeta (ur. 3 czerwca 1915 w Adamach, pow. Kamionka Strumiłowa, zm. 2009) – lekarz weterynarii, uczestnik kampanii wrześniowej, żołnierz AK, więzień sowieckich łagrów.

## Życiorys
Uczęszczał do Państwowego Humanistycznego Gimnazjum w Złoczowie, gdzie zakończył naukę maturą. Służbę wojskową odbył w Tarnopolu na Dywizyjnym Kursie Podchorążych Rezerwy przy 12 DP, uzyskując stopień plutonowego podchorążego. W 1937 roku podjął studia w Akademii Medycyny Weterynaryjnej we Lwowie. We wrześniu 1939 roku został powołany do 52 pp w Złoczowie. Trafił do niewoli sowieckiej i został wywieziony do łagru w Republice Komi. Zbiegł stamtąd latem 1940 roku, powrócił do Lwowa, gdzie walczył w konspiracji.
5 marca 1945 roku wskazany przez konfidenta został aresztowany i skazany na 20 lat łagrów w Kazachstanie. Od 1948 do 1956 roku przebywał obozie NKWD w Spassku koło Karagandy, a potem trzy lata w łagrze w Poćmie w Mordwińskiej ASRR. W kwietniu 1959 wrócił do Polski, przekazany jako więzień władzom PRL odzyskał wolność. Od 1978 roku na emeryturze.
Publikował swoje prace o tematyce historycznej w polskiej prasie w kraju i zagranicą.

## Publikacje
- Watażka – jego zbrodnie i zakłamane wspomnienia opisuje zbrodnie UPA dokonane na polskiej ludności. Przedstawia ukraińskiego nacjonalistę Dmytro Kupiaka ps. „Klej”, członka Służby Bezpieczeństwa OUN (Służba Bezpeky), mordercy, któremu udało się po wojnie uciec do Kanady i uniknąć odpowiedzialności za zbrodnie nie tylko na Polakach, ale również sprzeciwiających mu się Ukraińcach (1996, 2000)[2]
- Powroty do Lwowa (1989, 2003)[3]
- Związek Walki Zbrojnej zwalczany przez NKWD w latach 1939–41 we Lwowie (1998)[4]
- Przeżyłem Spassk[5]

## Odznaczenia
- Krzyż Srebrny Orderu Virtuti Militari
- Medal Wojska
- Krzyż Kampanii Wrześniowej
- Krzyż Armii Krajowej
- Krzyż Obrony Lwowa 1939–44
- Krzyż Kołymiacy-Sybiracy